# El triunfo de la Muerte
El triunfo de la Muerte es una de las obras más conocidas del pintor Pieter Brueghel el Viejo, máximo maestro de la Escuela flamenca del siglo XVI. Es una pintura al óleo sobre tabla de 117 cm de alto x 162 cm de ancho, realizada hacia el año 1562, y que se conserva en el Museo Nacional del Prado en Madrid.

## Procedencia
Se conoce bastante bien su procedencia desde 1591, cuando constaba en poder de Vespasiano Gonzaga; pasó por herencia a varios sucesores hasta que en 1644 fue adquirido por Ramiro Núñez de Guzmán, duque de Medina de las Torres y virrey de Nápoles. Perteneció a la colección de pinturas de la casa real española desde el decenio 1746-1756, cuando fue adquirido por Isabel de Farnesio para el Palacio de la Granja. Desde 1827 forma parte de la colección del Prado (Madrid).

## Otras representaciones del tema
El tema, que se incluye en la amplia iconografía de la muerte y lo macabro, es característico del arte cristiano y puede relacionarse con ciertas representaciones del juicio final; especialmente en la sensibilidad bajomedieval posterior a la peste de 1348, con repercusiones en todas las artes (danzas de la muerte -Hans Holbein el Joven publicó una colección de grabados con el título Danza macabra en 1538), y con las alegorías morales de la obra de El Bosco. Hay también ejemplos anteriores, como el tema de los "tres reyes muertos" o "encuentro entre los tres muertos y los tres vivos", a partir de la obra literaria de Baudoin de Condé Dict des trois morts er des trois vifs (1275). Posteriormente fueron muy representados los temas denominados Vanitas y Memento mori.
Para pintar la versión definitiva, Pieter Brueghel transfirió el dibujo general calcándolo de un cartón o plantilla, que actualmente no se conserva pero que sí se empleó en su taller para producir al menos dos versiones más. Jan Brueghel el Viejo, hijo de Pieter, realizó una réplica en 1597 (Graz, Museum Joanneum), y se conserva una copia posterior, de 1628 (Museo de Arte de Basilea). Ambas son de calidad claramente inferior, pero en general repiten muy fielmente y al mismo tamaño el diseño, por lo cual recientemente se han tenido en cuenta como referencia para reintegrar en el original varios detalles perdidos. 
El propio Pieter Brueghel, el Viejo, realizó alguna otra obra de temática semejante: Dulle Griet.

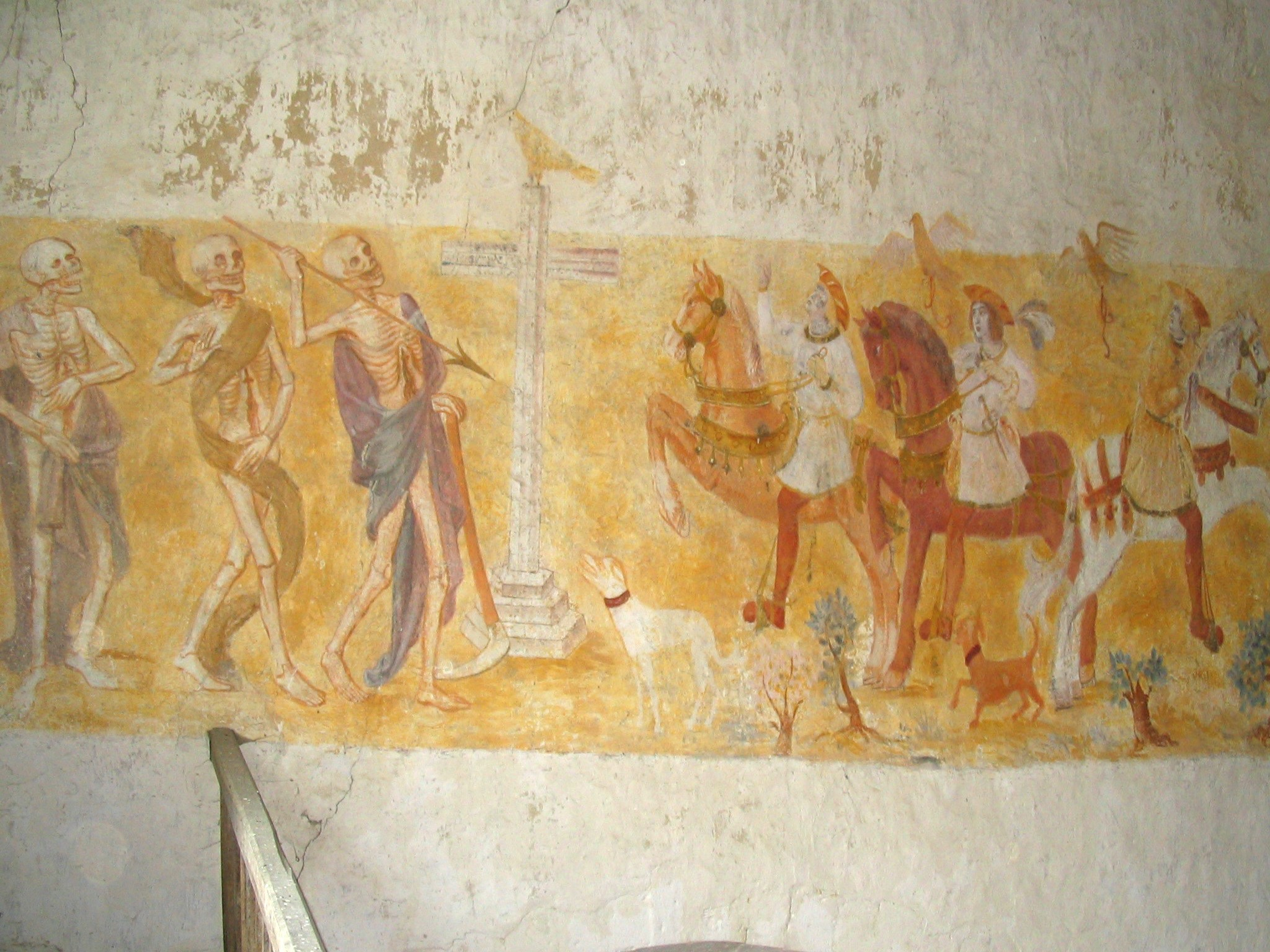
Dict des trois morts et des trois vifs en la iglesia de San Germán de La Ferté-Loupière.
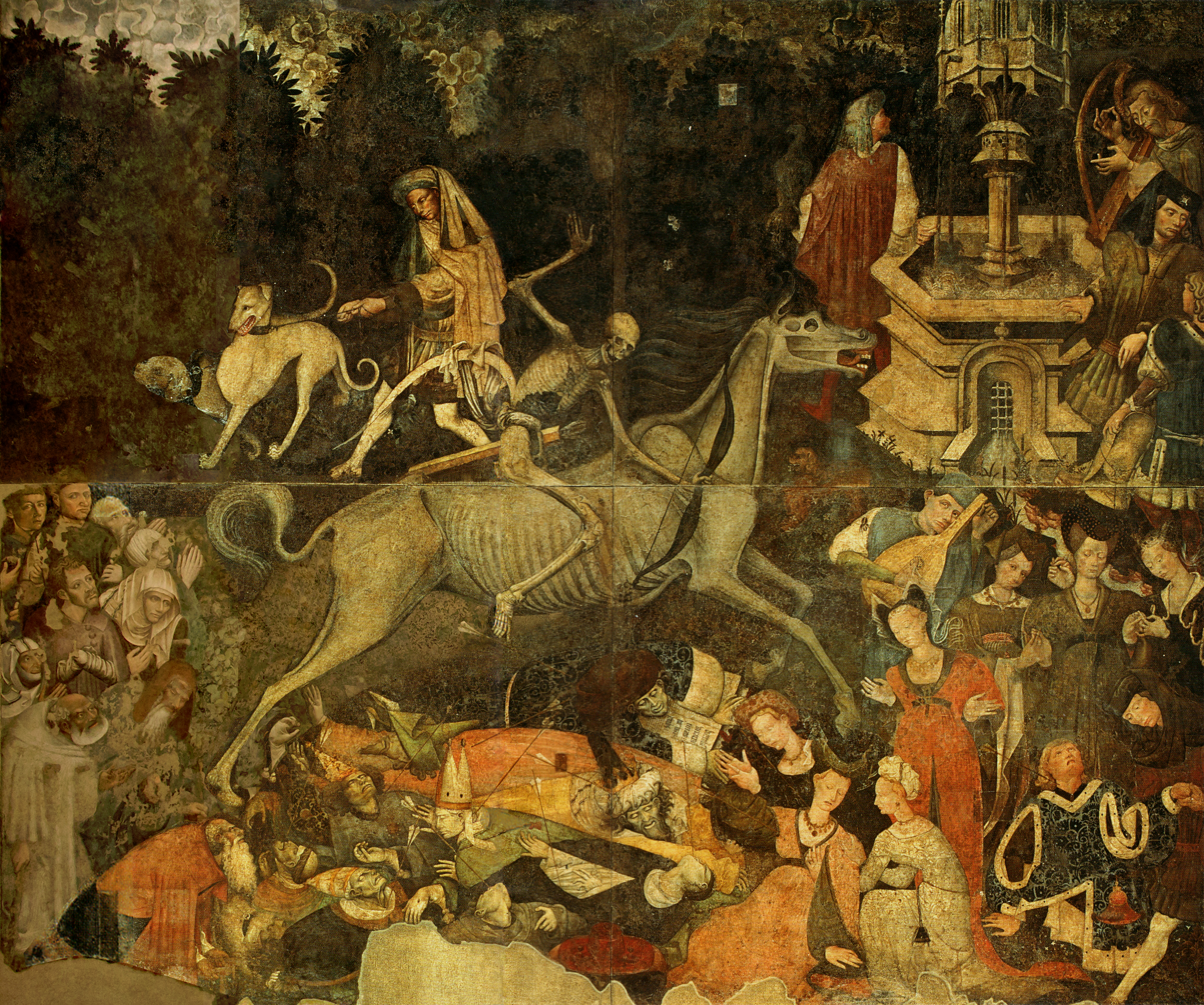
El triunfo de la muerte, Palazzo Abatellis de Palermo. Autor desconocido, ca. 1446.
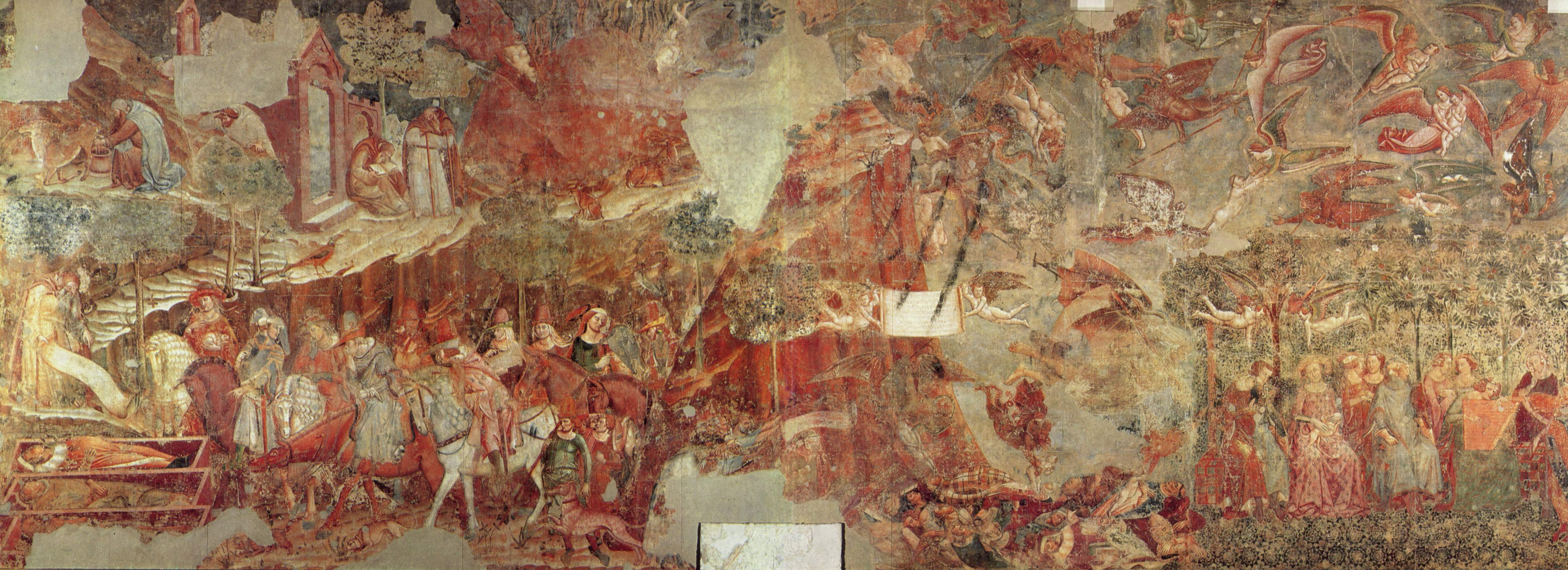
El triunfo de la muerte, Camposanto de Pisa. Se atribuye a Francesco Traini o a Buonamico Buffalmacco, ca. 1350.
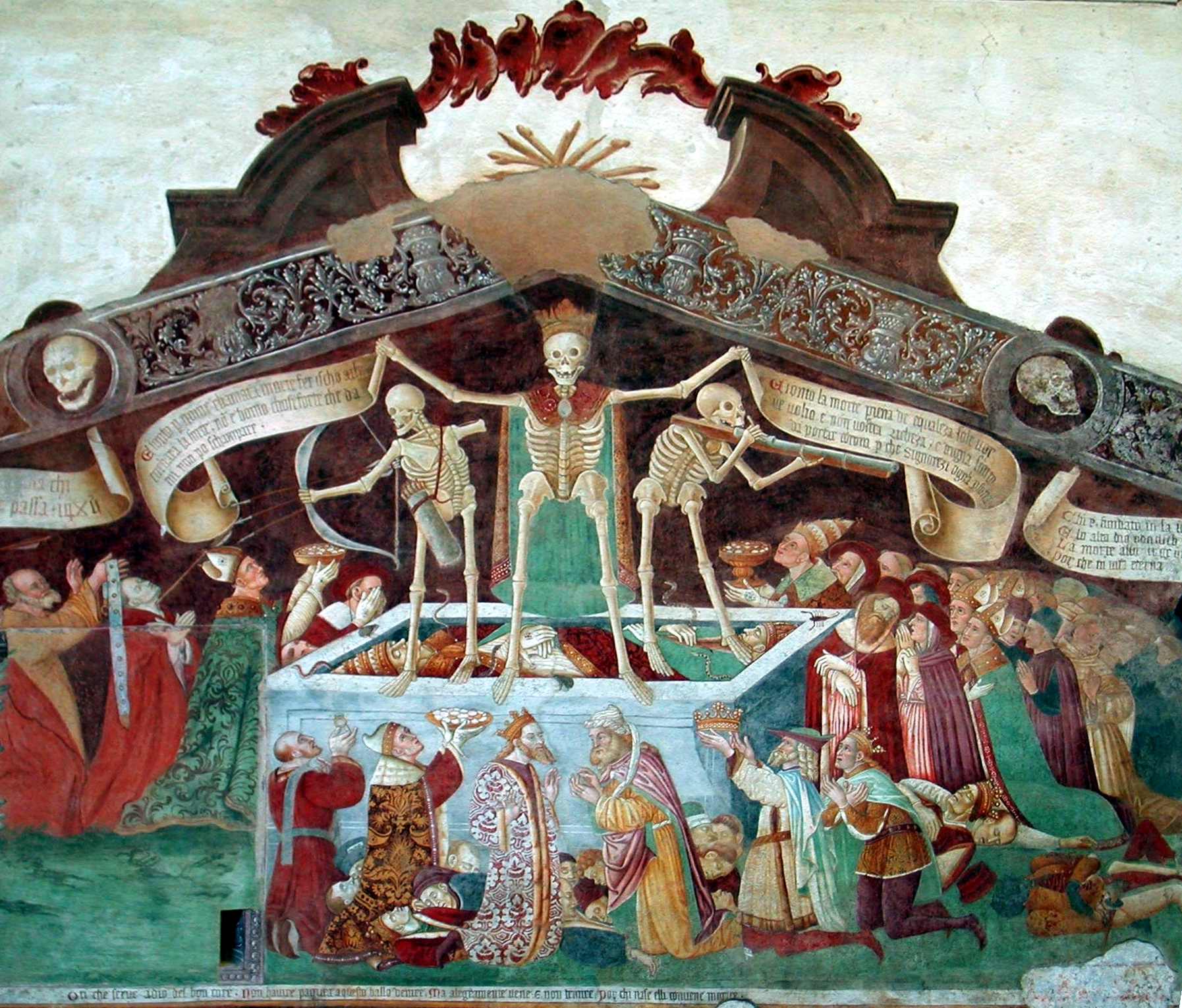
El triunfo de la muerte, Oratorio dei Disciplini de Clusone.  Giacomo Borlone de Buschis, 1485.
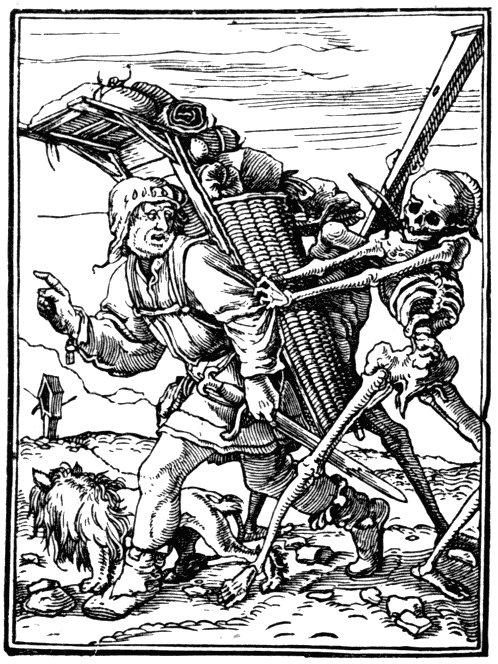
Uno de los grabados de la Danza macabra de Hans Holbein el Joven, 1538.
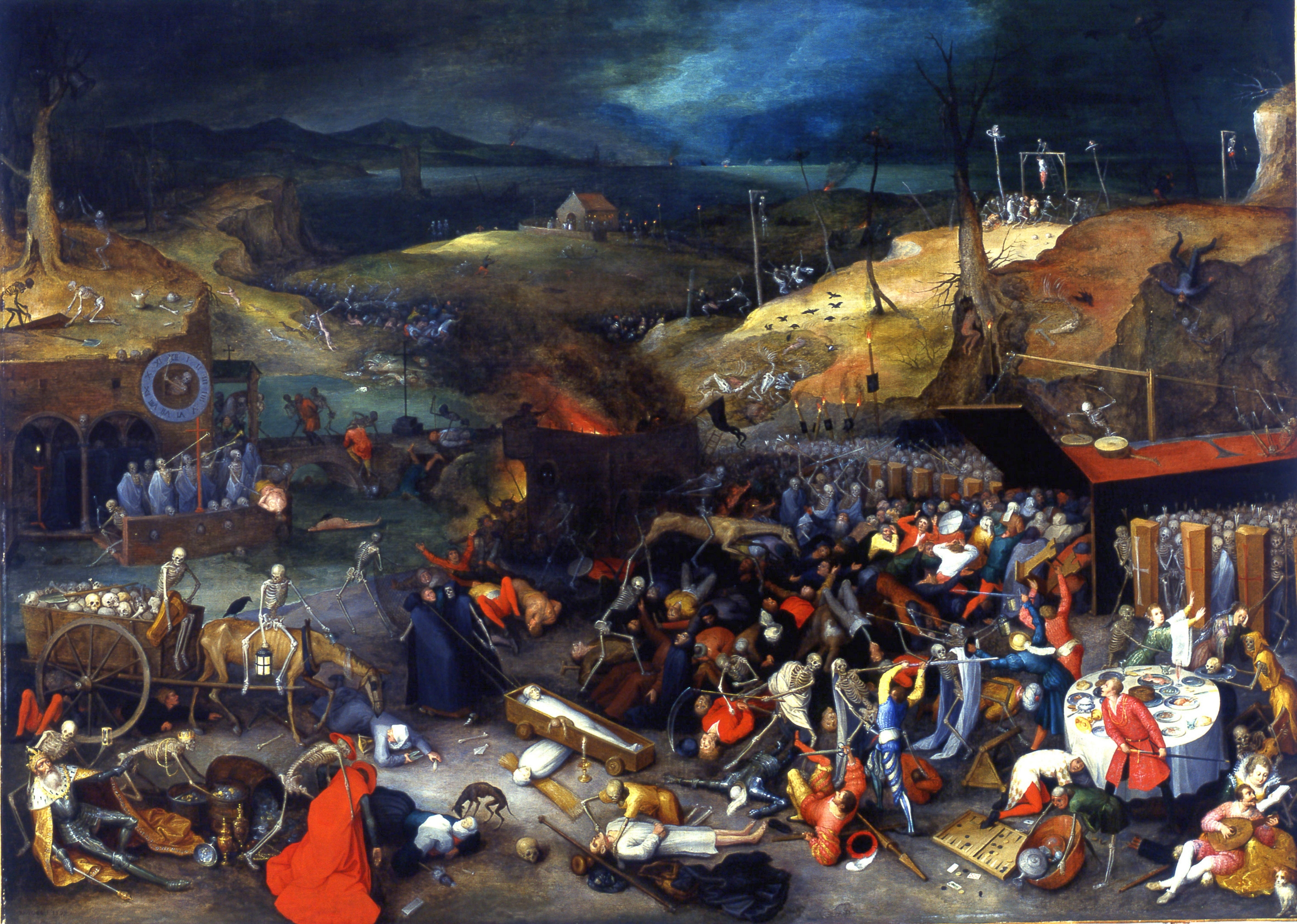
El triunfo de la muerte por Jan Brueghel el Viejo, 1597. Museum Joanneum de Graz.
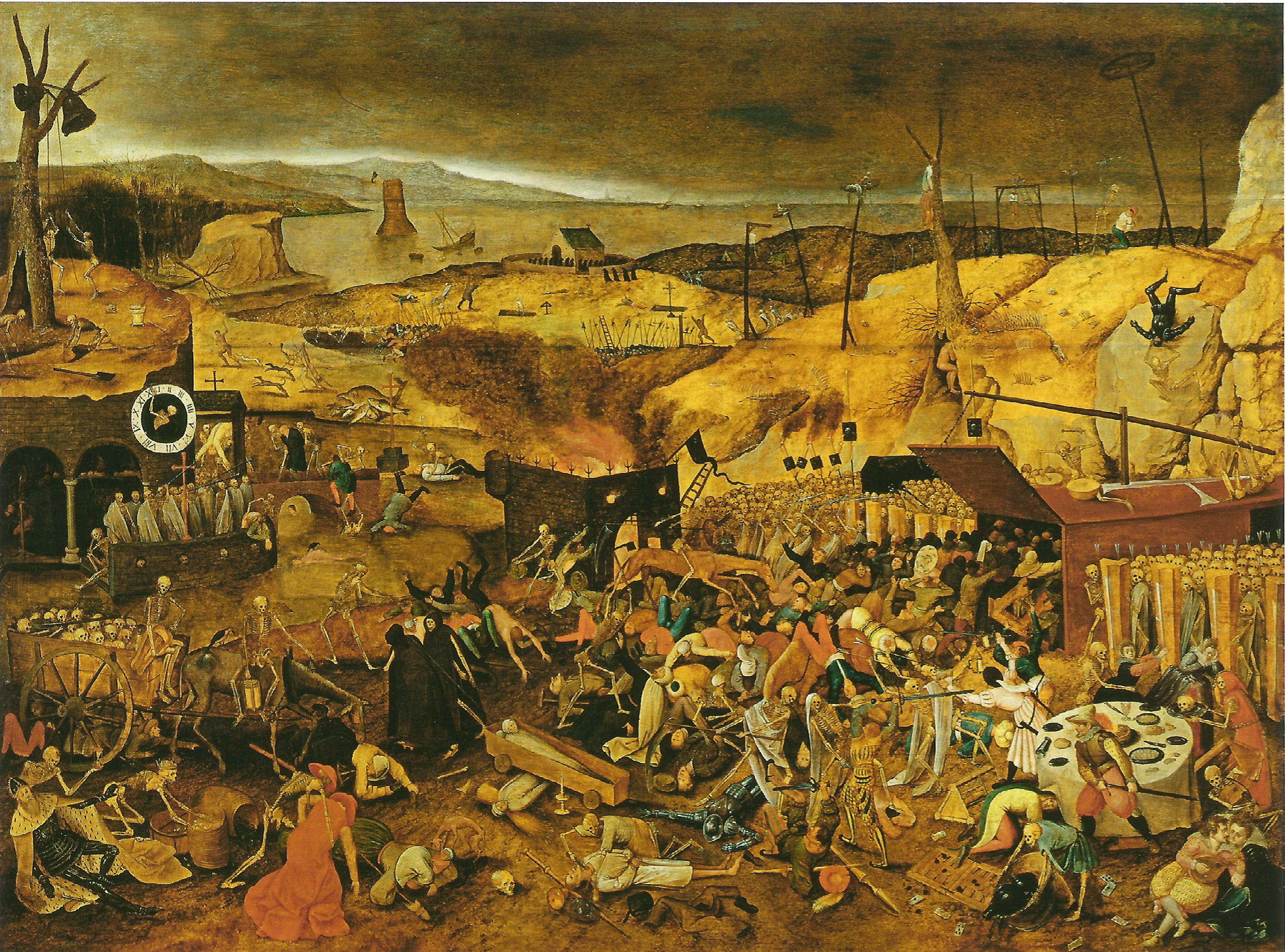
El triunfo de la muerte (copia de 1628) de Jan Brueghel el Joven]]. Museo de Arte de Basilea.

## Descripción
Es una panorámica de la muerte: vemos el cielo oscurecido por el humo de las ciudades ardiendo, al fondo un mar plagado de naufragios; a la orilla hay una casa, alrededor de la cual se agrupa un ejército de muertos. El paisaje, anodino y arrasado, nos habla de la pequeñez, crueldad y falta de sentido común del hombre, que pretende cambiar un destino impuesto. Se alzan mástiles coronados por ruedas, picotas en las que se ajusticia a criminales; sus cadáveres se balancean. Hay una cruz, solitaria e impotente en el centro de la pintura, y la Muerte avanza con batallones de esqueletos; sus escudos son tapas de ataúdes y conducen a la gente a un ataúd que es un túnel decorado con cruces; un esqueleto a caballo destruye personas con su guadaña. Por todas partes son atacados los desamparados hombres; aterrorizados huyen o intentan en vano luchar. No hay defensa posible, los esqueletos matan de muy variadas maneras: cortando gargantas, colgándolos, ahogándolos, e incluso cazándolos con perros esqueléticos. 
A la izquierda se conduce una tétrica carreta con calaveras, que sin duda formarán después el ejército de los muertos. Detrás un tribunal de la muerte presidido por el símbolo de la cruz contempla impasible la hecatombe. Sobre ellos, unos esqueletos tocan una campana avisando del fin del mundo. Al frente, en el extremo inferior izquierdo, yace el rey, vestido de su capa con vueltas de armiño y con el cetro en la mano. Campesinos, soldados y hasta nobles e incluso reyes, todos atrapados por la Muerte.
Un poco más hacia el centro del primer plano, un perro olisquea la cara de un niño, muerto en brazos de su madre, también caída. Algunos cadáveres han sido ya amortajados y uno de ellos yace en un ataúd con ruedas.

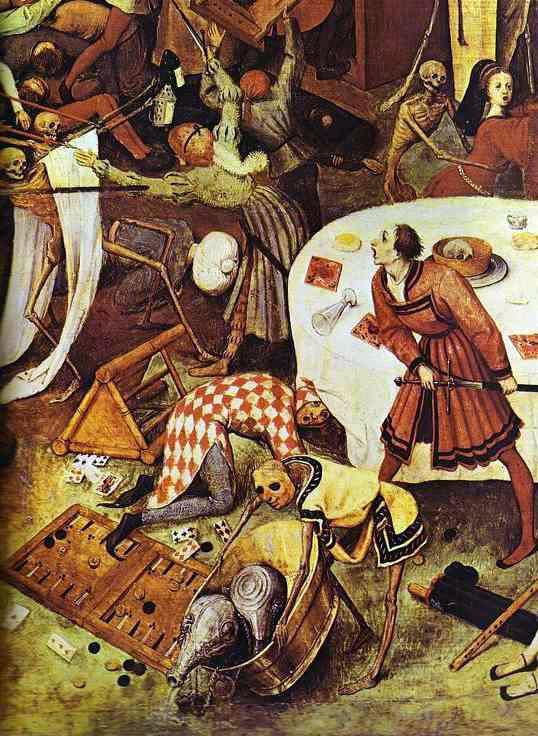
El juglar se esconde bajo la mesa; un caballero intenta defenderse

La visión de Brueghel no carece de humor sardónico, como puede verse en la parte inferior derecha del cuadro. Una pareja de enamorados permanecen absortos ignorando lo que les rodea. Detrás de la mujer un esqueleto imita al tocador de laúd. A su lado una mesa puesta con manjares, y un juglar con jubón ajedrezado, se intenta esconder debajo. Un caballero hace ademán de desenvainar la espada, intentando defenderse de lo irremediable.
Como es natural en un cuadro pesimista los colores son sombríos.
este cuadro no estaba destinado a nadie en concreto pero iba destinado a todos aquellos curiosos que querrían ver como había sido aquella pandemia para todos los habitantes 
Se observan aspectos de la vida cotidiana a mediados del siglo XVI, se dibujan con detalle las ropas, y pasatiempos como juegos de cartas. De manera única, un método usual de ejecución para los criminales del siglo XVI: La rueda. Objetos como instrumentos musicales y los primeros relojes mecánicos, y escenas como una misa de difuntos ayudan a entender mejor el estilo de vida de los años 1560.
Se ha sugerido que el cuadro, como una premonición, fue inspirado por el empeoramiento del clima político antes de la Guerra de los ochenta años. Inspirada o no por el ambiente la obra es una clara alegoría de los horrores de la guerra, como su Dulle Griet, también premonitoria. Es inevitable también pensar en la peste negra que azotó a Europa en el siglo XIV. Algunos ven la crisis de los feudos, ya que en el cuadro se observa a la Muerte que amenaza a un hombre con corona, que podría ser un rey o representante del poder. Cercano a dicho hombre de corona la Muerte merodea un barril lleno de algo de color dorado u oro.
La tabla recuerda al Bosco, por lo satírico y moralizante y la amplitud del cuadro; múltiples escenas, pintadas con mucho detalle. Recuerda el tema medieval de las danzas de la muerte. Las hordas de Brueghel son esqueletos, no demonios como en el El Jardín de las Delicias de cien años antes. Esto puede sugerir en algunos un pesimismo ateo no suavizado por una creencia en un Cielo. 

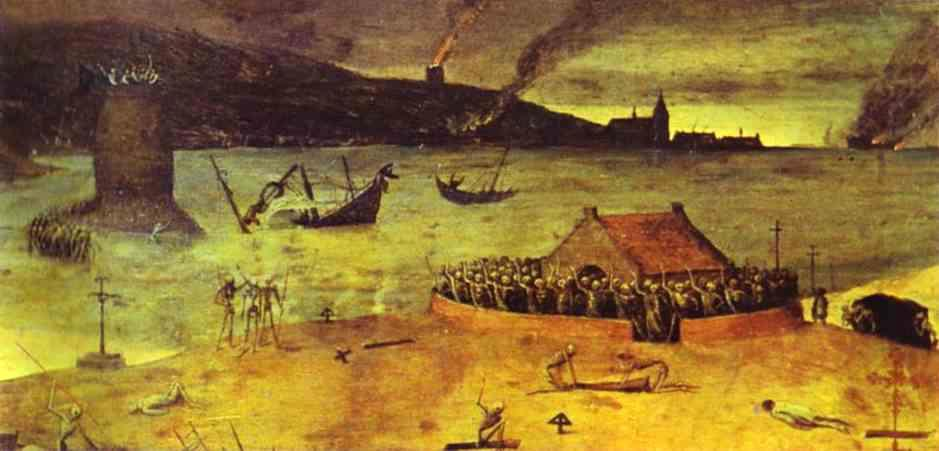
Naufragios e incendios en el último plano del cuadro
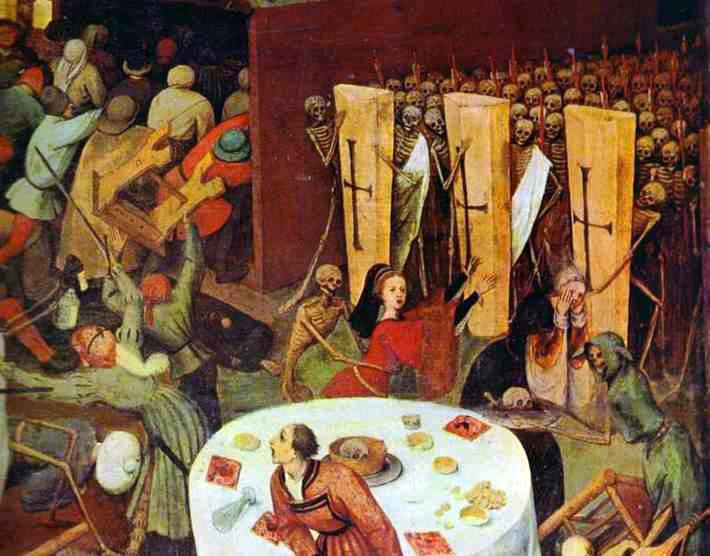
Los hombres huyen hacia un túnel; el ejército de esqueletos, con sus tapas de ataúd a modo de escudos
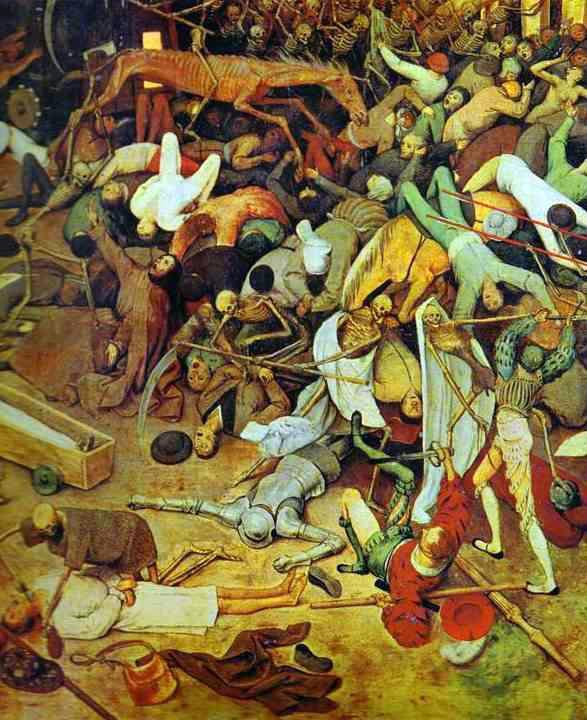
La Muerte cabalga en un escuálido caballo
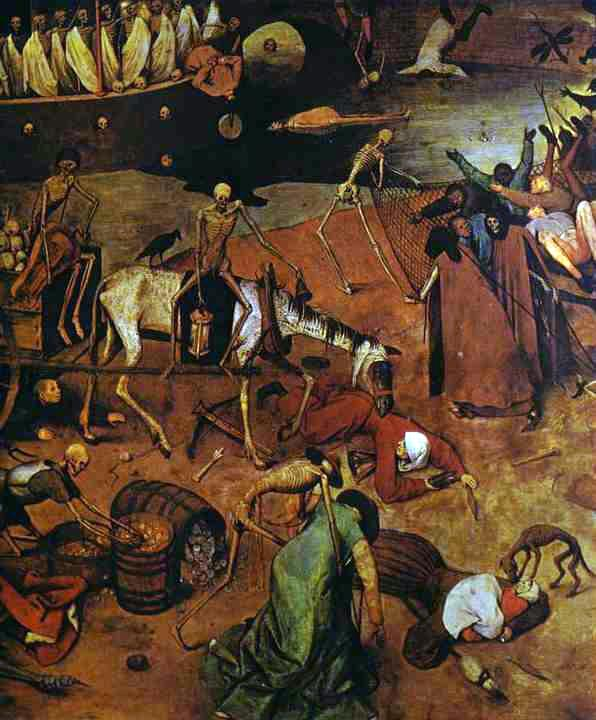
El perro olisquea la cara de un niño

## Referencias en la cultura moderna

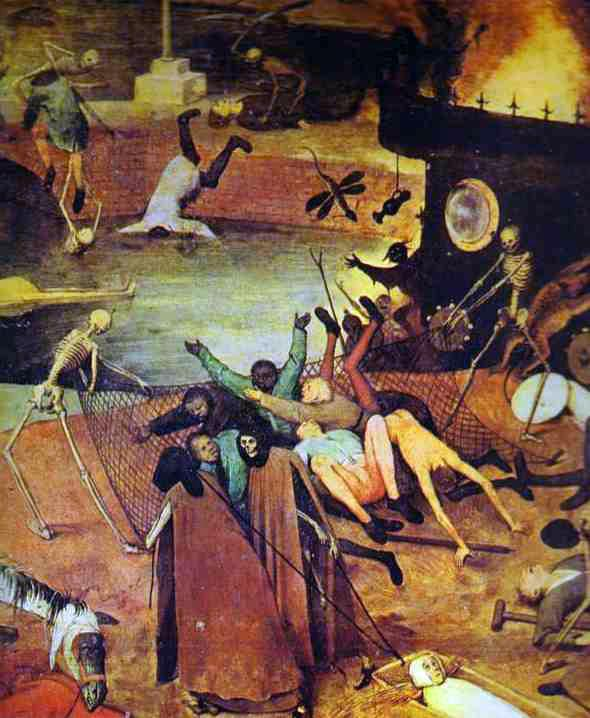
Los esqueletos pescan a los hombres como si fueran peces

### Restauración en 2017-2018
Como paso previo a su préstamo a una antológica sobre Brueghel celebrada en el Kunsthistorisches Museum de Viena en 2018, el cuadro fue sometido a una laboriosa limpieza y restauración en los talleres del Prado a lo largo de 14 meses; José de la Fuente se encargó de estabilizar y casar mejor las diversas tablas que conforman el soporte , y la capa pictórica fue tratada por M.ª Antonia López de Asiaín. En general, la obra subsistía en muy buenas condiciones, con pérdidas relativamente escasas (casi todas, en las uniones entre tablas) y que afectaban a detalles secundarios, pero dichas juntas habían sido rebajadas y repintadas de manera abusiva, y las varias capas de barnices oxidados enmascaraban los colores. El cuadro tenía un tono general ocre y una luz tenebrista, que parecían propios del tema pero que no respondían al estilo de Brueghel. Una vez limpia, la imagen es mucho más clara y colorista, y desvela la rapidez de las pinceladas así como la transparencia de los colores .